# Индийская зубатая барабуля
Индийская зубатая барабуля (лат. Parupeneus indicus) — вид лучепёрых рыб семейства барабулевых (Mullidae). Распространены в Индо-Тихоокеанской области.

## Распространение
Распространены в Индо-Тихоокеанской области: Йеменское побережье Аденского залива и южная часть Омана, вдоль восточного побережья Африки до Порт-Альфреда, на восток до Каролинских островов и Самоа; от юга Японии до юга Квинсленда.

## Биология
Обитают в морской и солоноватой воде, на глубине 10-30 метров. Населяют мелководные песчаные или илистые участки (субстраты водорослей) прибрежных и внутренних лагунных рифов.

## Галерея

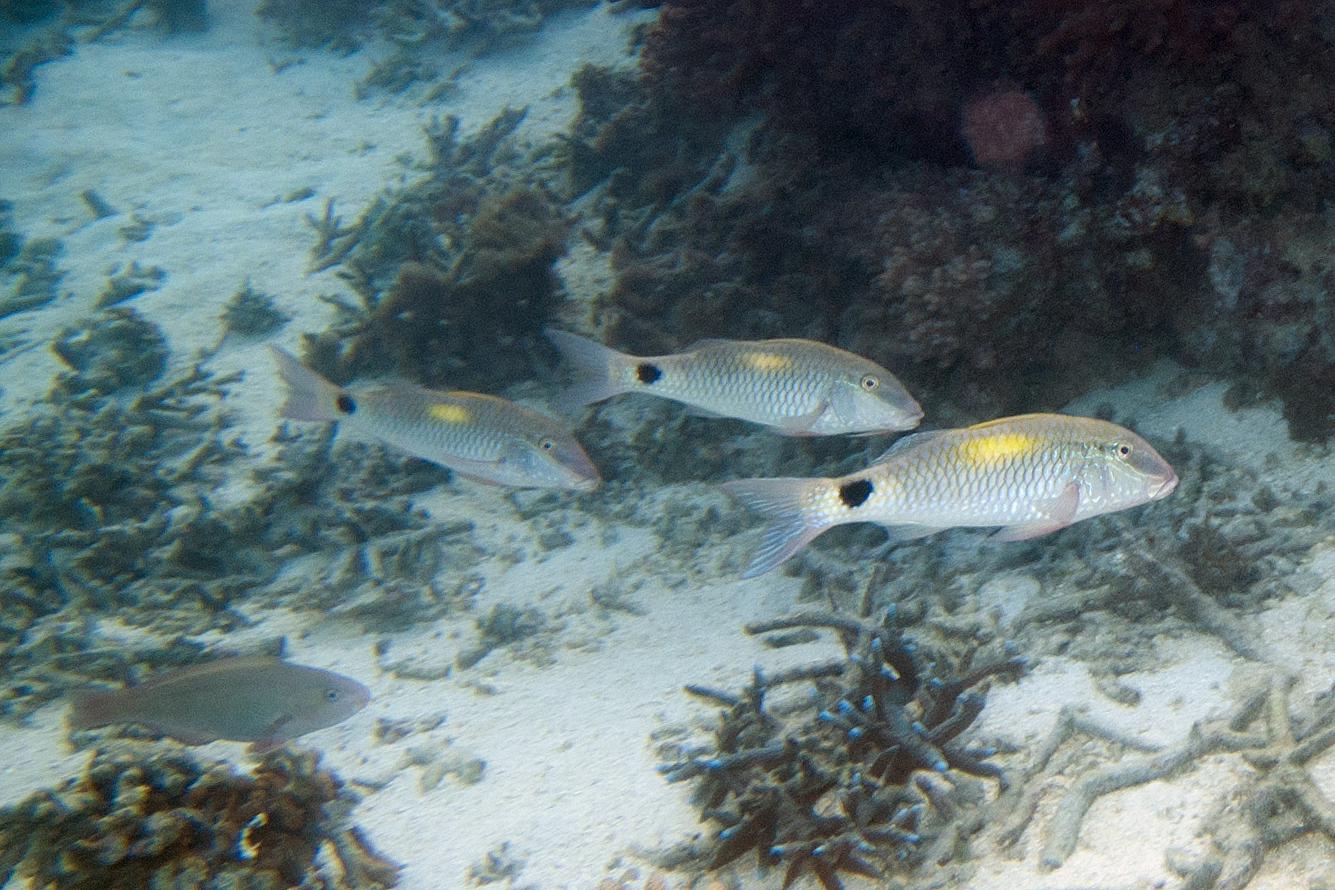
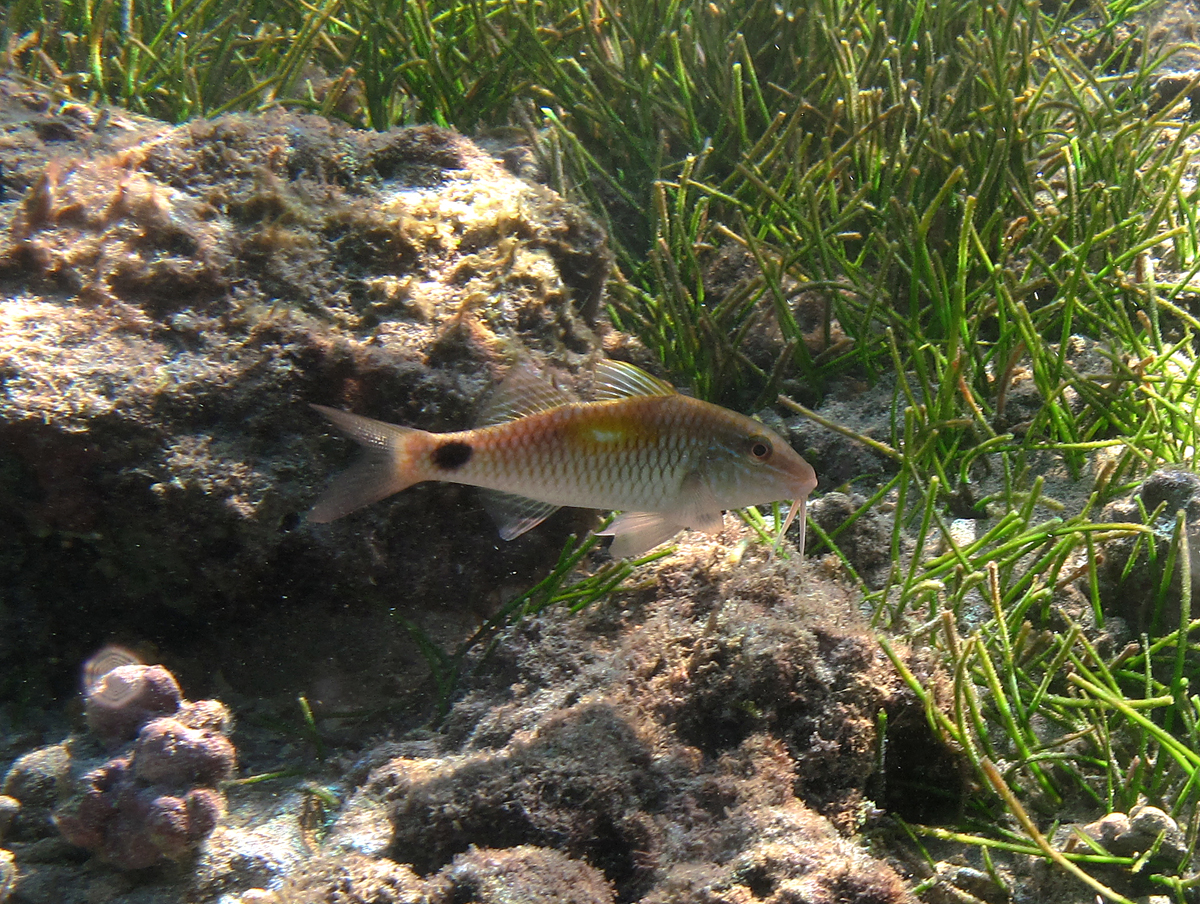